# Lobiopa insularis
Lobiopa insularis é uma espécie do gênero Lobiopa.
É encontrada no Mar do Caribe, América Central, América do Norte e América do Sul.   